# Glenwood Township (comté de Winneshiek, Iowa)
Glenwood Township est un township, du comté de Winneshiek en Iowa, aux États-Unis.